# Aeroportul Barinas
Aeroportul Barinas (IATA: BNS, ICAO: SVBI) este un aeroport din Barinas, Municipio Barinas⁠(d), Barinas, Venezuela ce deservește zona Barinas. A fost numit după zona deservită.
Situat la o altitudine de 202 m, aeroportul dispune de o singură pistă.